# Сит
Сит (др.-греч. Σιτάς) — фракийский царь дентелетов.
О слепом царе дентелетов Сите известно из «Римской истории» Диона Кассия, в которой описаны фракийские походы 29-28 годов до н. э. наместника Македонии Марка Лициния Красса Младшего. Когда во владения Сита, являвшегося союзником Рима, вторглись переправившиеся через Дунай и захватившие часть Мёзии бастарны, Красс незамедлительно пришел дентелетам на помощь. При этом, защищая клиентского царя, римляне одновременно обороняли Македонию. В результате бастарны поспешно отступили. Вскоре они снова выступили против Сита, считая его, по замечанию античного историка, «самым главным виновником всех бедствий». Красс, которому пришлось изменить свои планы, после стремительного марша совершил внезапное нападение на бастарнов и разбил их, заключив затем с ними мирный договор на своих условиях.